# Elecciones al Parlamento Europeo de 2009 (Bulgaria)
Las elecciones al Parlamento Europeo de 2009 en Bulgaria se celebraron el domingo 7 de junio de 2009 para elegir a los miembros del Parlamento Europeo de Bulgaria. Como resultado del Tratado de Niza, que entró en vigor en noviembre de 2004, el número de eurodiputados búlgaros en el Parlamento Europeo disminuyó de 18 (en 2007) a 17. Cuando se ratificó el Tratado de Lisboa, el número de eurodiputados búlgaros volvió a subir a 18.
Esta elección fue la primera en la que Bulgaria eligió a sus eurodiputados para el mandato completo de 5 años. La mayoría de los analistas políticos vieron estas elecciones como un ensayo de las elecciones parlamentarias búlgaras de 2009. Se especuló que si se obtenían resultados similares a las últimas elecciones, la formación de gobierno sería extremadamente difícil. Este no resultó ser el caso.

## Resultados
| Partido                 | Partido                                                                               | Votos     | %     | +/-  | Escaños | +/-         | Partido europeo | Partido europeo |
| ----------------------- | ------------------------------------------------------------------------------------- | --------- | ----- | ---- | ------- | ----------- | --------------- | --------------- |
|                         | Ciudadanos por el Desarrollo Europeo de Bulgaria (GERB)                               | 627 693   | 24.36 | 2,68 | 5       | Sin cambios | PPE             |                 |
|                         | Partido Socialista Búlgaro (BSP)                                                      | 476 618   | 18.50 | 2.91 | 4       | 1           | PES             |                 |
|                         | Movimiento por los Derechos y Libertades (DPS)                                        | 364 197   | 14.14 | 6,12 | 3       | 1           | ALDE            |                 |
|                         | Unión Nacional Ataque (ATAKA)                                                         | 308 052   | 11.96 | 2,24 | 2       | 1           |                 |                 |
|                         | Movimiento Nacional para la Estabilidad y el Progreso (NDSV)                          | 205 146   | 7.96  | 1,69 | 2       | 1           | PPE             |                 |
|                         | Coalición Azul (UDF-DSB)                                                              | 204 817   | 7.95  | N/A  | 1       | N/A         | PPE             |                 |
|                         | Centro Democrático Búlgaro                                                            | 146 984   | 5.70  | N/A  | 0       | N/A         |                 |                 |
|                         | Orden, ley y justicia                                                                 | 120 280   | 4.67  | N/A  | 0       | N/A         |                 |                 |
|                         | Organización Revolucionaria Interna de Macedonia – Movimiento Nacional Búlgaro (IMRO) | 57 931    | 2.25  | N/A  | 0       | N/A         |                 |                 |
|                         | Otros e independientes                                                                | 64 724    | 2.51  |      |         |             |                 |                 |
|                         |                                                                                       |           |       |      |         |             |                 |                 |
| Votos válidos           | Votos válidos                                                                         | 2 576 442 | 99.03 |      |         |             |                 |                 |
| Votos nulos y blancos   | Votos nulos y blancos                                                                 | 25 245    | 0.97  |      |         |             |                 |                 |
| Total                   | Total                                                                                 | 2 601 687 | 100   | -    | 17      | Sin cambios | -               |                 |
| Inscritos/Participación | Inscritos/Participación                                                               | 6 684 770 | 37.5  |      |         |             |                 |                 |
| Fuente: CIK             |                                                                                       |           |       |      |         |             |                 |                 |